# Far på færde
Far på færde er en dansk tv-serie i seks afsnit, sendt på DR fra den 8. november til den 13. december 1988.
Far på færde er skrevet af Ole Nørgaard og instrueret af Henning Ørnbak. Miniserien handler om møbelpolstreren Hans Peter (Kurt Ravn), der pludselig får at vide, at han har en søn på 20 (Thomas Mørk) med en engangsaffære fra dengang (Lone Helmer).
Desuden medvirker Peter Belli, Karen Berg, Jørgen Bidstrup, Gyda Hansen, Pernille Hansen, Dick Kaysø, Kirsten Norholt, Beatrice Palner, Hardy Rafn, Ove Sprogøe, Claus Strandberg, Charlotte Toft og Holger Vistisen.
Serien er produceret af Ib G. Rasmussen med scenografi af Leif Hedager.